# Mats Haakenstad
Mats Haakenstad (Horten, 14 novembre 1993) è un calciatore norvegese, difensore svincolato.

## Carriera

### Club
A livello giovanile, Haakenstad ha vestito le maglie di Borre, Falk, Sandefjord e Fram Larvik. Il 14 aprile 2012 ha esordito con la prima squadra del Fram Larvik, in 2. divisjon: è stato schierato titolare nella vittoria per 3-1 arrivata sul Grorud. Il 29 aprile successivo ha siglato la prima rete, nel successo per 2-1 sul Birkebeineren.
Ad agosto 2014, Haakenstad è passato al Sandefjord, in 1. divisjon. L'8 agosto ha giocato la prima partita con questa maglia, subentrando ad Eirik Lamøy nella vittoria per 5-0 arrivata sul Bryne. Al termine di quella stessa stagione, il Sandefjord ha centrato la promozione in Eliteserien.
Il 12 aprile 2015 ha debuttato nella massima divisione norvegese, venendo impiegato da titolare nella sconfitta per 2-1 patita in casa dello Start. Il 22 aprile, nel primo turno del Norgesmesterskapet, ha trovato la prima rete in squadra: ha contribuito al successo per 1-2 sul campo dell'Asker.
A luglio 2015, Haakenstad ha fatto ritorno al Fram Larvik, a titolo definitivo.
Il 24 gennaio 2017, il Lillestrøm ha ufficializzato l'ingaggio di Haakenstad, che si è legato al club con un accordo biennale. Il 2 aprile è tornato a calcare i campi dell'Eliteserien, venendo impiegato da titolare nella vittoria per 2-1 arrivata sulla sua ex squadra del Sandefjord. Il 13 luglio 2020 ha prolungato il contratto che lo legava al Lillestrøm, fino al 31 dicembre 2020. Il 6 agosto ha realizzato il primo gol in campionato, nel 2-2 maturato sul campo del Viking. Ha contribuito alla vittoria finale del Norgesmesterskapet 2017.
In virtù di questo successo, il Lillestrøm ha partecipato alla Mesterfinalen 2018 – persa contro il Rosenborg – e ai turni preliminari dell'Europa League 2018-2019: il 26 luglio, Haakenstad ha giocato la prima partita nella manifestazione, venendo schierato titolare nella partita persa per 4-0 contro il LASK.
Al termine del campionato 2019, il Lillestrøm è retrocesso in 1. divisjon. Il 6 gennaio 2020, Haakenstad ha rescisso il contratto che lo avrebbe legato al club per un'ulteriore stagione.
Il 24 gennaio 2020, ha firmato un contratto con i finlandesi del KuPS. Il 17 luglio ha debuttato in Veikkausliiga, sostituendo Aniekpeno Udoh nel pareggio per 0-0 sul campo dell'Ilves. Il 9 settembre 2020 ha rescisso il contratto che lo legava al KuPS.
Il 15 settembre 2020 ha fatto ritorno al Sandefjord, con cui ha firmato un contratto valido fino al 31 dicembre dello stesso anno.
Il 15 aprile 2023, Haakenstad ha firmato un contratto con il Kongsvinger.

## Statistiche

### Presenze e reti nei club
Statistiche aggiornate al 14 ottobre 2024.
| Stagione           | Squadra            | Campionato         | Campionato | Campionato | Coppe nazionali | Coppe nazionali | Coppe nazionali | Coppe continentali | Coppe continentali | Coppe continentali | Altre coppe | Altre coppe | Altre coppe | Totale | Totale | Totale |
| Stagione           | Squadra            | Comp               | Pres       | Reti       | Comp            | Pres            | Reti            | Comp               | Pres               | Reti               | Comp        | Pres        | Reti        | Pres   | Reti   |        |
| ------------------ | ------------------ | ------------------ | ---------- | ---------- | --------------- | --------------- | --------------- | ------------------ | ------------------ | ------------------ | ----------- | ----------- | ----------- | ------ | ------ | ------ |
| 2012               | Fram Larvik        | 2D                 | 25         | 2          | CN              | 1               | 0               | -                  | -                  | -                  | -           | -           | -           | 26     | 2      |        |
| 2013               | Fram Larvik        | 2D                 | 23         | 1          | CN              | 0               | 0               | -                  | -                  | -                  | -           | -           | -           | 23     | 1      |        |
| gen.-ago. 2014     | Fram Larvik        | 2D                 | 11         | 0          | CN              | 2               | 0               | -                  | -                  | -                  | -           | -           | -           | 13     | 0      |        |
| ago.-dic. 2014     | Sandefjord         | 1D                 | 6          | 0          | CN              | -               | -               | -                  | -                  | -                  | -           | -           | -           | 6      | 0      |        |
| gen.-lug. 2015     | Sandefjord         | ES                 | 5          | 0          | CN              | 2               | 2               | -                  | -                  | -                  | -           | -           | -           | 7      | 2      |        |
| lug.-dic. 2015     | Fram Larvik        | 2D                 | 13         | 0          | CN              | -               | -               | -                  | -                  | -                  | -           | -           | -           | 13     | 0      |        |
| 2016               | Fram Larvik        | 2D                 | 26         | 4          | CN              | 2               | 0               | -                  | -                  | -                  | -           | -           | -           | 28     | 4      |        |
| Totale Fram Larvik | Totale Fram Larvik | Totale Fram Larvik | 98         | 7          |                 | 5               | 0               |                    | -                  | -                  |             | -           | -           | 103    | 7      |        |
| 2017               | Lillestrøm         | ES                 | 30         | 1          | CN              | 7               | 1               | -                  | -                  | -                  | -           | -           | -           | 37     | 1      |        |
| 2018               | Lillestrøm         | ES                 | 27         | 2          | CN              | 6               | 1               | UEL                | 2                  | 0                  | SN          | 1           | 0           | 36     | 3      |        |
| 2019               | Lillestrøm         | ES                 | 19         | 1          | CN              | 3               | 0               | -                  | -                  | -                  | -           | -           | -           | 22     | 1      |        |
| Totale Lillestrøm  | Totale Lillestrøm  | Totale Lillestrøm  | 76         | 4          |                 | 16              | 2               |                    | 2                  | 0                  |             | 1           | 0           | 95     | 6      |        |
| gen.-set. 2020     | KuPS               | VL                 | 2          | 0          | CF              | 7               | 0               | UCL                | -                  | -                  | -           | -           | -           | 9      | 0      |        |
| gen.-set. 2020     | KuFu-98            | Ka                 | 3          | 0          | -               | -               | -               | -                  | -                  | -                  | -           | -           | -           | 3      | 0      |        |
| set.-dic. 2020     | Sandefjord         | ES                 | 9          | 0          | -               | -               | -               | -                  | -                  | -                  | -           | -           | -           | 9      | 0      |        |
| 2021               | Sandefjord         | ES                 | 17         | 0          | CN              | 2               | 0               | -                  | -                  | -                  | -           | -           | -           | 19     | 0      |        |
| 2022               | Sandefjord         | ES                 | 22+2       | 2+0        | CN              | 0               | 0               | -                  | -                  | -                  | -           | -           | -           | 24     | 2      |        |
| Totale Sandefjord  | Totale Sandefjord  | Totale Sandefjord  | 59+2       | 2+0        |                 | 4               | 2               |                    | -                  | -                  |             | -           | -           | 65     | 4      |        |
| apr.-dic. 2023     | Kongsvinger        | 1D                 | 28+1       | 3+0        | CN              | 2               | 0               | -                  | -                  | -                  | -           | -           | -           | 31     | 3      |        |
| Totale carriera    | Totale carriera    | Totale carriera    | 238+2      | 13+0       |                 | 32              | 4               |                    | 2                  | 0                  |             | 1           | 0           | 275    | 17     |        |

## Palmarès

### Club

#### Competizioni nazionali
- Coppa di Norvegia: 1

Lillestrøm: 2017